# Una morte di troppo
Una morte di troppo (Poulet au vinaigre) è un film del 1985 diretto da Claude Chabrol.
Fu presentato in concorso al 38º Festival di Cannes.

## Trama
In un paese della provincia francese (da alcune inquadrature si riconosce la località di Dieppe), il giovane postino Louis Cuno vive con la madre, vedova e costretta su una sedia a rotelle. Dopo il decesso del marito e l'incidente che le ha causato l'invalidità fisica è caduta in uno stato di profonda prostrazione, perdendo con il tempo la propria lucidità mentale. Una ditta locale senza scrupoli, la Filamor, è decisa a farla uscire dalla casa in cui ha trascorso l'esistenza per utilizzare il terreno a scopo di lucro, ma la donna lotta con tutte le forze per opporsi a un esproprio ormai imminente.
Il figlio, affranto nel vedere la madre in queste condizioni, decide di vendicarsi del macellaio Filiol – il più aggressivo degli uomini della Filamor, giunto persino a minacciare di appiccare il fuoco all'abitazione – e del dottor Morasseau, suo collega nella società immobiliare. Così, una notte esce di casa per bucare le ruote alla macchina del medico e versare dello zucchero nel bocchettone dell'auto del macellaio.
Anna, intanto, una prostituta di alto bordo la cui casa è frequentata abitualmente dai vari protagonisti della truffa – in particolare da Lavoisier, il notaio di casa Morasseau –, è preoccupata per la scomparsa dell'amica Delphine Morasseau, consorte del dottore. La donna è ufficialmente in Svizzera ma la prolungata assenza e l'impossibilità di contattarla insospettiscono Anna, che avvia delle ricerche per rintracciarla.
Nel frattempo lo zucchero versato nel veicolo di Filiol causa un imprevisto incidente mortale. La scoperta del sabotaggio determina la convocazione nella località dell'ispettore Jean Lavardin, chiamato a far luce su quella che pare non essere una semplice fatalità.
Poco dopo viene ritrovato in fondo a un burrone il corpo carbonizzato di Delphine, e nel giro di pochi giorni anche Anna scompare. L'ispettore si erge quindi a protagonista della scena, intuendo subito il legame tra i due ultimi avvenimenti. Fedele ai suoi metodi molto pragmatici, viola il domicilio della donna scomparsa, trovando una lettera in cui Anna annuncia di aver abbandonato la località. Tuttavia il documento gli pare sospetto; alle cinque del mattino seguente convoca nell'abitazione il notaio, che spinge, immergendogli ripetutamente la testa nel lavandino pieno d'acqua, a confessare ciò che sa. Lavoisier ammette che prima di morire Delphine aveva chiesto la separazione dei beni e abbandonato i compagni di truffa della Filamor. Da tempo intratteneva inoltre una relazione extraconiugale.
I fatti cominciano a delinearsi nella mente dell'ispettore. Per giungere alla verità infrange un'ultima regola, chiedendo di vedere il corpo di Delphine senza permesso. Lavardin porta con sé un anello della defunta, ma si avvede che la taglia non corrisponde. Il caso è risolto: la donna carbonizzata è Anna, ammazzata per coprire il delitto di Delphine, che Morasseau aveva ucciso in preda all'ira.
Il dottore teneva nel suo giardino alcune sculture di donne, all'interno di una delle quali l'ispettore rinviene il cadavere della moglie di Morasseau. Obbedendo ai principi di poliziotto sui generis, Lavardin lascia libero il giovane Louis, la cui madre, gelosa per la sua relazione con la postina Henriette, ha dato fuoco alla casa ma è stata salvata in tempo dall'intervento dei vigili del fuoco. Tutto finisce quindi in bellezza, con la corsa finale di Louis che termina tra le braccia della fidanzata.

## Il personaggio di Lavardin
Il film ha avuto l'anno dopo un seguito, sempre con il medesimo protagonista, il cinico e disincantato ispettore Jean Lavardin. Preoccupato soltanto di fare giustizia morale, il suo metodo non esita a eludere i vincoli legali cui è sottoposta un'indagine poliziesca, ma giunge così a scoprire la verità, punendo i responsabili morali e chiudendo invece un occhio verso coloro che il sistema giudiziario condannerebbe – spesso per l'impossibilità di fornire prove certe –, ma il cui misfatto è scusato da legittima difesa o da una "bravata" che porta a conseguenze tragiche impreviste. Il seguito, intitolato L'ispettore Lavardin e interpretato ancora da Jean Poiret, ha per sottofondo ancora una volta la provincia francese.